# Rhinotyphlops schinzi
Rhinotyphlops schinzi är en ormart som beskrevs av Boettger 1887. Rhinotyphlops schinzi ingår i släktet Rhinotyphlops och familjen maskormar. Inga underarter finns listade i Catalogue of Life.
Arten förekommer i södra Afrika i Botswana, Namibia och Sydafrika. Honor lägger ägg.